# 염곡동
염곡동(廉谷洞)은 서울특별시 서초구에 있는 법정동이다.

## 개요
동쪽으로는 내곡동, 서쪽으로는 양재동, 남쪽으로는 신원동과 접해 있다. 九龍山이 감싸안은 廉谷洞은 이곳 지형이 염통(심장)과 같이 생겨서 염통골, 한자명으로 영통곡(靈通谷), 염곡동(廉谷洞)이라 하였다. 조선말까지 경기도 광주군 언주면 염곡동(彦州面 廉谷洞)으로 칭해오다가, 1914년 3월 1일 조선총독부령 제111호와 동년 4월 1일 경기도령 제3호에 의한 경기도 구역획정때 이 일대 탑성마을, 장승꽂이, 동산마을을 병합하여 광주군 언주면 염곡리(廉谷里)로 칭하고, 같은해 9월 4일자 경기도고시 제46호로 경기도내 각 면의 사무소 위치를 고시하였는데, 언주면 사무소 소재지는 염곡동(廉谷洞)[현 서초구 염곡동], 대왕면은 괴하동(槐下洞)[현재의 율현동], 신동면은 우면리였다.

1963년 1월 1일 법률 제1172호에 의한 서울시 행정구역 확장에 따라 서울시 성동구 언주출장소에 편입되어 염곡동이 되면서 염곡동 장승꽂이에 내곡동 신원동을 관할하는 탑곡동사무소가 들어섰다. 1973년 7월 1일에는 서울특별시조례 제780호로 신설된 영동출장소 관할이 되었으며, 1975년 10월 1일에는 대통령령 제7816호로 성동구에서 강남구가 분리 신설되어 강남구에 편입되었다. 다시 1988년 1월 1일 대통령령 제12367호로 강남구에서 분리·신설된 서초구에 속하여 오늘에 이른다. 약 600여년 전에 전주 이씨(全州李氏)가 거주하였고, 그 20년이후에 거주한 新羅眞骨 창녕조씨(昌寧曺氏)들이 90여 가구로 번창한 집성촌으로, 마을전체가 돌담이며 감나무가 많은 마을로. 염곡리는 피난골이라고도 부르는데, 6·25 전쟁 당시 아무런 피해도 입지 않았다고 한다. 1978년 취락구조 개선사업으로 현대식 전원주택으로 변하였다.

염곡동 염곡안길 53번지에 580년된 느티나무 서울시지정 보호수22-1, 보호수22-2 가 있어. 이곳에서 주민들이 국가의 안녕과 마을의 악귀를 멀리 쫓아내고 풍년을 기원하며 제를 지냈다 한다. 처음 염곡동 토박이들이 전파한 구룡산 설화(九龍山 說話)에 의하면 구룡산에 아홉개의 우물이 있었다. 이 우물은 가뭄에도 마르지 않고 물 맛이 좋았다고 한다. 8군데가 매몰되고 , 그 중하나가 염곡마을 북동쪽에 옻우물(구룡제1약수터)만이 남아 있다. 이 옻우물이란 약수 이름은 옻이 오른 사람이 이 우물물을 마시거나 우물울로 씻어내면 옻이 깨끗하게 나았다하여 많은 사람들이 찾아왔다.구룡산에는 국수봉, 어사모바위 및 중턱에 장사바위, 사찰인 자룡사가 있다.

## 교육기관
교육기관으로는 서울언남초등학교가 있다, 1934년 4월 16일 언주보통학교 부설 염곡간이 학교로 염곡동 160 번지에 개교 후 염곡동 96번지로 이전하였다. 이 학교 재학생은 동산말(염곡동), 탑골(염곡동), 안골(내곡동), 새원, 벌말, 새쟁이(신원동) 원터골(원지동)거주자들이다. 80년 동안 졸업생을 배출하고, 학생부족으로 폐교 결정이 났으나 공공주택이 들어서면서 2014년 7월 서울시 서초구 헌릉로 8길 42로 이전 명맥을 유지하고 있고, 교가에는 구룡산, 구룡산 국수암, 청계산 정기를 담고 있다.

## 파출소, 주민센터 건립
2016년 현재 염곡동에는 내곡동 주민센터와 내곡파출소가 있다. 이 주민센터와 파출소의 토지는 창녕조씨 충정공파 (세종대왕 원년 1418 문과에 장원급제한 충정공 조상치의 후손) 염곡문중 토지 염곡동180 - 2번지 331m2를 1998년에 정부에 무상으로 제공하여 염곡동에 건립된 것이다.
파출소는 1996년 1월 17일 개소 후 2017년 3월 17일 내곡동으로 이전하였으나 그 자리에 염곡치안센터가 있다.

## 염곡동 지번 변경
염곡동은 양재동 333 - 4번지, 양재근린공원.언남중학교 일부 지번, 양재동 376번지, 양재동 382번지, 양재동385 - 5번지, 양재동 362 - 4번지 안은 을측년홍수 때 게리마을에서 염곡동 지번으로 이주한 동산말과 양재IC 양재동 238 -2번지, 염곡사거리 양재동 231번지, 230번지, 229번지가 염곡동에서 양재동으로 편입되었다.

## 장승꽂이, 융수군수 선정비
청계산(淸溪山)에서 발원한 물이 신원동을 지나 염곡동 구룡산(九龍山)에서 흘러내려 영동1교 양재천에 합류하는 옛 지명 염곡천(廉谷川)은 신분당선 양재나들목역 설치여부 ≪ 건설교통부 보도문(報道文) ≫ 2005년 11월 21일까지도 염곡천(廉谷川)으로 명기(明記)되었으며, 여의천은 옛부터 안개가 자주 끼는 하천이라 하여 연내천(煙內川)이라고도 부른다. 양재대로, 강남대로와 헌릉로가 접속되는 염곡사거리에는 염곡검문소가 있었으며, 1971년 9월 3일 대곡로가 개통되면서 경부고속도로 양재 나들목을 연결하는 약 350m 도로가 양재대로의 시초가 되었다. 헌릉로와 원지동방향 삼거리가 장승꽂이다. 장승꽂이 廉谷洞 382번지 보두렁 (現 韓國硏究財團 서울청사 304번지)에 융수군수 선정비가 있었다.
 염곡동 남쪽 안산 가운데로 헌릉로에 지하(地下)로된 염곡IC와 탑골(성)마을이 있다.

## 공공기관
공공기관으로 KOTRA, IPK(InvestKoreaPlaza), KOTRA종합무역정보연구센터, KOICA, 도로교툥공단서울지부, 한국연구재단서울청사등이 있다. 끝.

## 연혁
- 조선말 : 경기도 광주군 언주면 염곡동(彦州面 廉谷洞)
- 일제강점기 : 1914, 9,4 경기도고시 제46호 경기도 광주군 언주면사무소 염곡리 [현 서울 서초구 염곡동(廉谷洞)]
- 1914 : 경기도 광주군 언주면 염곡리(동산말, 탑성마을, 장승꽂이 합병)
- 1963 : 서울특별시 성동구 편입, 염곡동 장승꽂이에 언주출장소 관할 탑곡동사무소 개소
- 1973 : 서울특별시 영동출장소 관할 염곡동
- 1975 : 서울특별시 성동구에서 분리, 신설된 강남구 염곡동
- 1988 : 서울특별시 강남구에서 분리, 신설된 서초구 염곡동
- 1989년 1월 1일: 염곡동동산말 및 염곡사거리 염곡동일부지번 양재1동으로 편입
- 1999 ~ 현 : 서울특별시 서초구 염곡동 염곡말길 9 번지에 1월 13일 내곡동주민센터 개소
- 2017 ~ 현 : 서울특별시 서초구 염곡동[(염곡사거리, 탑성마을]

## 서울시 보호수
- 서울시 보호수 : 염곡동 염곡안길 53번지에 위치한 느티나무는 2016년 현재 수령 580년으로 추정되며 2그루가 나란히 식재되어 있다. 각각 서울시 보호수 서22-1 (수고 23m, 나무둘레 5.58m), 서울시 보호수 서22-2 (수고30m, 나무둘레 6.5m)로 관리되고 있다. 염곡동은 창녕조씨 집성촌으로 예전에는 이곳에서 주민들이 국가의 안녕과 마을의 악귀를 멀리 쫓아내고 풍년을 기원하며 제를 지냈으나, 현재는 도시화되어 그 명맥이 끊어졌다. 두 나무 사이에는 큰 우물이 있다.

1. MBC 수.목드라마 1993년 5월 12일부터 1993년 12월 30일까지 방영된 최진실, 김희애주연 "폭풍의 계절" 촬영지,

## 염곡동느티나무 형제공원
서초구 염곡동에 있는 두 그루의 오래된 느티나무와 나무사이에 있는 큰 우물을 잇는 툇마루형으로 목재를 설치하여, 돌담과 어우려진 쉼터로 조성된 공원이다.

## 지명 유래
- 염곡동 장승꽂이 : 서초구 염곡동 인근에 있던 마을로서, 옛날 이곳에 장승이 세워져 있던데서 마을 이름이 유래되었고. 염곡동 입구에 해당된다. 이곳은 양재역에서 수원으로 가는 삼남로와 양재역에서 동남부의 관문이자 광주군(광주목)으로 가는 삼거리로 廉谷洞 382번지 보두렁 (現 韓國硏究財團 서울청사 304번지)에 융수군수 선정비가 있었다. 1914년 4월 1일 경기도령 제3호에 의한 경기도 구역획정 때 이 일대 탑곡 . 장승꽂이를 병합하여 광주군 언주면 염곡리로 칭하였다. 광복 후 1963년 1월 1일 법률 제1172호에 의한 서울시 행정구역 확장에 따라 서울시 성동구 언주출장소에 편입되어 염곡동이 되면서, 염곡동, 내곡동, 신원동을 관할하는 탑곡동사무소가 있었다.

- 염곡동 동산말 : 서울 서초구 염곡동 구룡산자락에 한강수해로 부터 침수되지 않는 자그마한 산에 형성된 마을이라하여 동산마을이라 불렀다. 이 마을은 20여호가 주거했으며, 염곡동에 위치한 서울언남초등학교 출신들이다. 현재는 양재2동으로 잘 정돈된 고인돌근린공원이 있어서 주민들의 휴식공간으로 이용되고 있으며, 동산로 도로명으로 옛 흔적을 찿아 볼 수 있다.(현 양재2동으로 양재동 333 - 4번지, 양재근린공원, 언남중학교 일부 지번, 양재동 376번지, 양재동 382번지, 양재동385 - 5번지, 양재동 362 - 4번지 일대는 옛 염곡동 지번으로 염곡동과 접해있다).

- 염곡동 탑성마을 : 탑성골은 염통골 남쪽 헌릉로 남쪽에 위치하고 있는데 버스정류장 이름도 탑성골로 되어 있다. 옛날 이곳에 탑이 있었기 때문에 붙여진 이름으로 이 마을에는 경주 이씨가 11대 이전부터 살기 시작하여 아직도 몇 가구가 살고 있다. 행정구역은 서울 서초구 염곡동이다.

- 염곡천(廉谷川) - 염곡교(廉谷橋) : 서초구 염곡동 염곡천에 있던 다리이다. 염곡천의 이름을 따서 염곡교라고 하였고, 1966년 발간된 ≪한국지명총람≫에 기록되어 있다.[18][19][20][21][22]

<부연설명> 서초구 염곡동 염곡천에 있던 다리이다. 염곡천의 이름을 따서 염곡교라고 하였고, 1966년 발간된 ≪한국지명총람≫외 각종 문헌에 지금의 여의천은 염곡천이다. 토박이들은 안개가 자주낀다 하여 연내천이라고도 불렀다. 말죽거리에서 과천읍 방향, 원지동 방향, 대왕사거리 방향, 잠원.신사동 방향, 동작동 이수교까지의 다리는, 양재천에 있던 양재교는 강남대로를 건설하면서 철거하고, 철거된 다리의 위치는 양재교대신 건설된 영동1교 아래 첫번째 돌징검다리에 있었고. 바로 아래에는 양재보(洑)가 있었다. 원지동 방향 염곡교(연내다리)의 다리명이 변경된 원지교 및 염곡동 입구에 흙다리, 대왕사거리 대왕교, 동작동 이수교 다섯개의 다리가 있었다. 흙다리는 철도목으로 건축되었으나 나중에 콘크리트로 재건축되었고 흙다리가 위치하던 광주목 국도가 대곡로와 헌릉로로 각각 확장 되었지만 지금도 도로 아래에서는 옛 다리를 확인 할 수 있다. 양재교, 염곡교, 대왕교는 다리의 반은 콘크리트 그 나머지 반은 철도목으로 건축되었다가 나중에 콘크리트로 재건축되었으며, 표지석만 있는 이수교도 같은 형태의 다리였다.
- 안산 : 염곡동 앞에 위치한 나즈막한 산으로, 대곡로를 만들면서 옛 광주목 국도의 흔적은 없어지고, 안산 가운데로 지금의 헌릉로 (염곡나들목)가 나 있는 산이다.

- 어사모(御史帽)바위 : 구룡산 서초구 염곡동 산 25 - 1번지 능선등산로에 있는 바위로 근 거리에서 보면, 과거시험에 합격한 사람들이 쓰던 어사모(御史帽) 같다하여 명명된 바위이다.

- 장사(壯士)바위 : 구룡산 중턱에 가로 약7m, 세로 약4m, 두께 약2m의 두개의 바위가 있는데, 장사가 그 바위 위에 바위를 올려놓았다 하여 장사(壯士)바위로 불리고 있다.

- 대곡로 : 1968년 무렵 서울시는 빈민가를 정비하여 철거민을 이주시키는 대책으로 1969년 4월부터 당시 경기도 광주군 중부면 일대에 주택단지를 조성하기 시작했다. 서울로 출퇴근하는 교통문제 해결을 위해 국도 중 1971년 9월 3일, 서울특별시 서초구 염곡동 305번지에서 송파구 장지동 608번지 대왕교에 이르는 폭 20m, 길이 8,600m의 4차선 도로로 염곡동, 내곡동, 세곡동을 종단하는데서 유래된 대곡로(大谷路)를 개통 하면서, 서울로의 접근성을 최대한 높이기 위해 염곡사거리에서 경수고속도로를 연결하는 길이 약 350m 도로도 개통 되어 양재나들목도 개통 된다. 이 도로가 양재대로의 시초가 되었다. 이 시기에 강남이 개발되고 한강 다리도 여러개 만들어 대단지 주민들의 서울 접근성을 높여 주었다.[23]

- 염곡검문소 : 1968년 12월 21일 경부고속도로 서울.수원 구간 개통과 1969년 4월부터 광주대단지가 조성되면서 경부고속도로와 연결하는 도로를 만들고, 군검문소가 염곡동에 설치된다. 이후 대곡로, 헌릉로, 강남대로의 확장과 급속한 도시화로 없어졌다. 없어진 검문소가 있던 위치는 지금의 염곡사거리이다.

## 염곡동 줄다리기
--- 중략---
1993년 서울특별시에서 간행한 『서울 민속 대관』의 「놀이의 실상 일람」에서 서초구 염곡동 주민 조귀환[남, 63]은, “일제 강점기까지 정월 대보름 저녁에 마을 주민들 수백 명이 참여하여 조진사댁 앞마당에서 줄다리기를 했다. 줄다리기를 하기 전에 우선 두레패가 농악을 치고, 그런 다음 술과 밥을 든든히 먹고 나서 남녀로 편을 갈라 줄다리기를 하였는데, 진 편이 이긴 편에 술을 대접했다.”고 증언하고 있다.

## 같이 보기
- 염곡동등산말
- 염곡동장승꽂이
- 염곡사거리
- 강남대로
- 염곡교
- 염곡지하차도
- 염곡동서지하차도
- 염곡검문소
- 여의천(염곡천,연내천)
- 양재시민의숲역
- 양재 나들목
- 염곡천
- 양재천
- 자룡사
- 대한민국의 보호수
- 옻우물
- 구룡산
- 구룡산국수봉
- 헌릉로
- 경부고속도로염곡나들목
- 양재대로

## 참고 문헌
- 『서울특별시전도(소판) 측척 1만분지1 : 중앙지도문화사 1969년 5월 5일 판』